# Sasunaga tenebrosa
Sasunaga tenebrosa är en fjärilsart som beskrevs av Moore 1867. Sasunaga tenebrosa ingår i släktet Sasunaga och familjen nattflyn. Inga underarter finns listade.